# Lefnui
De Lefnui is een fictieve rivier in J.R.R. Tolkiens wereld Midden-aarde. De rivier ligt in Gondor.
De Lefnui is de westelijkste rivier van Gondor en vormde ten tijde van de Oorlog om de Ring haar westelijkste grens. Ten oosten van de rivier ligt het Gondoriaanse leen Anfalas en ten westen van de Lefnui ligt de streek Drúwaith Iaur met de kaap Andrast.
Adorn · Anduin (de Grote Rivier) · Angren (Isen) · Baranduin (Brandewijn) · Betoverde Rivier · Bruinen (Luidwater) · Carnen (Roodwater) · Celduin (Running) · Celebrant (Zilverlei) · Celos · Ciril · Deemril · Dieptestroom · Erui · Gilrain · Glanduin (Grensrivier) · Glanhir (Meringstroom) · Gwathló (Grauwel) · Harnen (Zuiderrivier) · Lefnui · Lhûn (Lune) · Limlicht · Mitheithel (Grijsvloed) · Morgulduin · Morthond · Nimrodel · Ninglor (Lis) · Onodló (Entwas) · Poros · Rhimdath · Ringló · Serni · Sirith · Sirannon (Poortstroom) · Sneeuwborn · Het Water · Wilgewinde · Woudrivier